# Яель, Альфред
Альфред Яель (нем. Alfred Jaell; 5 марта 1832, Триест, Австрийская империя — 27 февраля 1882, Париж) — австрийский музыкант, пианист и скрипач, композитор, педагог.

## Биография
Первые уроки музыки получил у отца. Позже стал учеником Карла Черни. В возрасте 11 лет впервые выступил на сцене Театра Сан-Бенедетто в Венеции.
С 1843 брал уроки у Игнаца Мошелеса в Вене. В 1845—1846 жил в Брюсселе, а затем в Париже. Согласно одному источнику, он был учеником Шопена.
Предпринял большое концертное путешествие по Италии, Франции, Америке, тур был настолько успешным, что он остался в США три года (1851—1854). Дебютировал в Нью-Йорке в ноябре 1851 года, позже концертировал в Германии, Польше, России. Игра А. Яеля отличалась блеском и чистотой.
Автор более 200 сочинений: салонных пьес, фантазий, транскрипций и прочего.
Музыкальный педагог, среди его известных учеников — Бенджамин Джонсон Ланг.